# 稲葉稔 (作家)
稲葉 稔（いなば みのる、1955年 - ）は、日本の小説家。熊本県宇城市豊野町出身
。

## 来歴
脚本家・放送作家などを経て、1994年作家デビュー。文庫版オリジナルの時代小説シリーズものを多く執筆している。日本推理作家協会会員。日本冒険作家クラブ会員。

## 著書

### 1990年代
- 製薬会社がどんどん倒産する エール出版社 1992 (Yell books)[4]
- かまち 扶桑社 1994[5]
- 恐ろしい国立病院 エール出版社 1994 (Yell books)[6]
- 恐ろしい大学病院 エール出版社 1994.2 (Yell books)
- 芸能界の謎 お金篇 エール出版社 1995.1 (Yell books)
- 芸能界・成功マニュアル エール出版社 1996.2 (Yell books)
- 吐蕃風異聞 講談社 1996.9
- シティーハンター 2 北条司共著 集英社 1997.4 (Jump j books)
- 大村益次郎 軍事の天才といわれた男 1998.1 (PHP文庫)
- 竜馬暗殺からくり 開化探偵帳 PHP研究所 1999.8  「「竜馬暗殺」推理帖」PHP文庫
- 野良犬 1999.7 (講談社ノベルス)

### 2000年代
- スーパー・ハイテク艦「大和」 全11冊 コスミックインターナショナル 2001-02 (コスモノベルス)
- 電撃大和艦隊 全5冊 学習研究社 2001-02 (歴史群像新書)
- 鶴屋南北隠密控 2002.7 (学研M文庫)  
紫蝶朧返し 鶴屋南北隠密控 2003.7 (学研M文庫)
恋の闇絡繰り 鶴屋南北隠密控 2004.2 (学研M文庫)
- 熱風 双葉ノベルス 2002.4
- 撃墜王 ゼロ・ファイター　全3冊 コスミック出版 2002 (コスモノベルス)
- 蒼海の盾 1-3 学習研究社 2003 (歴史群像新書)
- 心臓が凍るとき 暗殺迷路 有楽出版社 2003.5 (Joy novels)
- 戦艦大和修羅の航跡 書下ろし長編戦記シミュレーション小説　1-3 ワンツーマガジン社 2003　「戦艦大和地獄の艦隊」コスミック文庫
- 必殺情炎剣 闇同心・朝比奈玄堂 2003.11 (コスミック・時代文庫)  
風雪斬鬼剣 闇同心・朝比奈玄堂 2004.4 (コスミック・時代文庫)
人情恋慕剣 闇同心・朝比奈玄堂 3 2004.7 (コスミック・時代文庫)
残照恩情剣 闇同心・朝比奈玄堂 4  2004.10 (コスミック・時代文庫)
哀切無情剣 闇同心・朝比奈玄堂 5  2005.2 (コスミック・時代文庫)
- 八州廻り浪人奉行  2003.9 (廣済堂文庫)  「天命の剣」2010 双葉文庫
血煙箱根越え 八州廻り浪人奉行 2004.5 (廣済堂文庫) 「斬光の剣」双葉文庫
血風闇夜の城下 八州廻り浪人奉行 2004.10 (廣済堂文庫) 「獅子の剣」双葉文庫
風雲日光道中 八州廻り浪人奉行 2005.3 (廣済堂文庫)
- 女捜査官横浜殺人ブルース 有楽出版社 2003.11 (Joy novels)
- サイバー空母「ヤマト」 1-4 コスミック出版 2003-04 (コスモノベルス) 「スーパー・ハイテク艦「超・大和」」コスミック文庫
- 二十歳の変奏曲 有楽出版社 2004.7  のち光文社文庫
- 思案橋捕物暦 2004.12 (学研M文庫)
- 天誅!外道狩り 闇刺客御用始末 2004.12 (ベスト時代文庫)  
幽霊裁き 闇刺客御用始末 2005.9 (ベスト時代文庫)
- 悪だくみ 隠密廻り無明情話 2005.12 (廣済堂文庫)  
宿怨 隠密廻り無明情話 2005.7 (廣済堂文庫)
肥前屋騒動 隠密廻り無明情話 2006.4 (廣済堂文庫)
身代わり同心 隠密廻り無明情話 2006.8 (廣済堂文庫)
地蔵橋の女 隠密廻り無明情話 2007.1 (廣済堂文庫)
- ぶらり十兵衛 本所見廻り同心控 ミリオン出版 2005.12 (大洋時代文庫)  
橋上の決闘 本所見廻り同心 2006.12 (ベスト時代文庫)
- くらやみ始末 龍之介よろず探索控 2005.8 (コスミック・時代文庫)  
わかれ雪 龍之介よろず探索控 2005.12 (コスミック・時代文庫)
残りの桜 龍之介よろず探索控 2006.6 (コスミック・時代文庫)
- 天国への片道切符 ノスタルジック・ロマン 有楽出版社 2005.4
- 裏店とんぼ 研ぎ師人情始末 2005.8 (光文社文庫)  
糸切れ凧 研ぎ師人情始末 2 2006.4 (光文社文庫)
うろこ雲 研ぎ師人情始末 3 2006.10 (光文社文庫)
うらぶれ侍 研ぎ師人情始末 4  2007.4 (光文社文庫)
兄妹氷雨 研ぎ師人情始末 5 2007.8 (光文社文庫)
迷い鳥 研ぎ師人情始末 6 2007.12 (光文社文庫)
おしどり夫婦  研ぎ師人情始末 7  2008.4 (光文社文庫)
恋わずらい 8 2008.8 (光文社文庫)
江戸橋慕情 9 2008.12 (光文社文庫)
親子の絆 10 2009.6 (光文社文庫)　
濡れぎぬ 11 2009.9 (光文社文庫 )
こおろぎ橋 12 2009.12 (光文社文庫)
父の形見 13 2010.4 (光文社文庫)
縁むすび 14 2010.8 (光文社文庫)　
故郷(さと)がえり 15 2011.1 (光文社文庫)
  - 裏店とんぼ 決定版 2019.10 (光文社文庫)
糸切れ凧 決定版 2019.12 (光文社文庫)
うろこ雲 決定版 2020.02 (光文社文庫)
うらぶれ侍 決定版 2020.04 (光文社文庫)
兄妹氷雨 決定版 2020.06 (光文社文庫)
迷い鳥 決定版 2020.08 (光文社文庫)
おしどり夫婦 決定版 2020.10 (光文社文庫)
恋わずらい 決定版 2020.12 (光文社文庫)
江戸橋慕情 決定版 2021.02 (光文社文庫)
- 武者とゆく 2006.4 (講談社文庫)  
闇夜の義賊 武者とゆく 2  2006.12 (講談社文庫)
真夏の凶刃 武者とゆく 3 2007.8 (講談社文庫)
月夜の始末  武者とゆく 4 2007.12 (講談社文庫)
陽月の契り 5 2008.7 (講談社文庫)
武士の約定 6 2009.3 (講談社文庫
夕焼け雲 7 2009.12 (講談社文庫)　
百両の舞い 8 2010.12 (講談社文庫)
- 問答無用 2007.5 (徳間文庫)  
三巴の剣 問答無用 2007.8 (徳間文庫)
鬼は徒花 問答無用 2007.11 (徳間文庫)
亡者の夢 問答無用 2008.5 (徳間文庫)
孤影の誓い 2008.11 (徳間文庫)
雨あがり 2009.8 (徳間文庫)
陽炎の刺客 2010.3 (徳間文庫)　
流転の峠 2010.9 (徳間文庫)
  - 問答無用 新装版  2018.10 (徳間文庫)
三巴の剣 新装版 2019.01 (徳間文庫)
鬼は徒花 新装版 2019.04 (徳間文庫)
亡者の夢 新装版 2019.06 (徳間文庫)
孤影の誓い 新装版 2019.08 (徳間文庫)
雨あがり 新装版 2019.10 (徳間文庫)
陽炎の刺客 新装版 2019.12 (徳間文庫)
流転の峠 新装版 2020.02 (徳間文庫)
- 父子雨情 影法師冥府葬り 2007.6 (双葉文庫)  
夕まぐれの月 影法師冥府葬り 2007.9 (双葉文庫)
雀の墓 影法師冥府葬り 2008.2 (双葉文庫)
なみだ雨 2008.9 (双葉文庫)
冬の雲 2009.2 (双葉文庫)
鶯の声 2009.7 (双葉文庫)
- 漫画読み夏目漱石「三四郎」 中経出版 2007.7 脚本:菅野国春 (中経の文庫)
- 大江戸人情花火 講談社 2007.7　のち文庫
- 旅立ちの海 侠客銀蔵江戸噺 2008.1 (ハルキ文庫)  
望郷の海  2008.6 (ハルキ文庫)
惜別の海  2009.1 (ハルキ文庫)
- 隠密拝命 八丁堀手控え帖 講談社 2008.10
- 囮同心 深川醜聞始末 講談社 2010.3
- 韋駄天おんな 糸針屋見立帖 2008.6 (幻冬舎文庫)  
宵闇の女 2009.4 (幻冬舎文庫)
逃げる女 2010.2 (幻冬舎文庫)
- 町火消御用調べ  2009.10 (ハルキ文庫) 
片想い橋 町火消御用調べ 2010.6 (ハルキ文庫)

### 2010年代
- 疾風の密使 不知火隼人風塵抄 2010.2 (双葉文庫) 
波濤の凶賊  2010.7 (双葉文庫)
黒船攻め  2010.11 (双葉文庫)
- 酔眼の剣 酔いどれて候 2010.7 (角川文庫) 
凄腕の男 酔いどれて候2 2010.9 (角川文庫)
秘剣の辻 3 2010.12 (角川文庫)
- 剣客船頭 2011.5 (光文社文庫)
- 武士の一言 2011.6 (角川文庫)
- よろず屋稼業早乙女十内 (幻冬舎時代小説文庫)
  1. 雨月の道 2011.6
  2. 水無月の空 2011.12
  3. 涼月の恋 2012.6
  4. 葉月の危機 2012.11
  5. 晩秋の別れ 2013.10
  6. 神無月の惑い 2013.11
- 天神橋心中 2011.9 (光文社文庫)
- 侍の大義 2011.12 (角川文庫)
- 思川契り 2012.3 (光文社文庫)
- 妻恋河岸 2012.5 (光文社文庫)
- 深川思恋 2012.9 (光文社文庫)
- 風塵の剣 (角川文庫)
  1. 2013.2
  2. 2013.3
  3. 2013.4
  4. 2013.11
  5. 2014.2
  6. 2014.7
  7. 2014.12
- 洲崎雪舞 2013.3 (光文社文庫)
- 決闘柳橋 2013.7 (光文社文庫)
- 本所騒乱 2013.12 (光文社文庫)
- 紅川疾走 2014.3 (光文社文庫)
- 浜町堀異変 2014.9 (光文社文庫)
- 死闘向島 2015.1 (光文社文庫)
- 万願堂黄表紙事件帖 (幻冬舎時代小説文庫)
  1. 悪女と悪党 2015.6
  2. 品川女郎謎噺 2016.6
- どんど橋 2015.7 (光文社文庫)
- みれん堀 2015.11 (光文社文庫)
- 人生胸算用 2016.1 (文春文庫)
- むらさきの蝶 2016.2 (コスミック時代文庫)
- 別れの川 2016.5 (光文社文庫)
- 喜連川の風 (角川文庫)
1 江戸出府 2016.7
2 忠義の架橋 2016.10
3 参勤交代 2017.4
4 切腹覚悟 2017.10
明星ノ巻1 2018.7
明星ノ巻2 2018.11
- 恋の闇からくり 2016.10 (コスミック時代文庫)
- 橋場之渡 2016.10 (光文社文庫)
- 五つの証文 2017.1 (文春文庫)
- 油堀の女 2017.1 (光文社文庫)
- 浪人奉行 (双葉文庫)
1ノ巻 2017.3
2ノ巻 2017.7
3ノ巻 2017.12
4ノ巻 2018.4
5ノ巻 2018.10
6ノ巻 2019.3
7ノ巻 2019.7
8ノ巻 2020.1
9ノ巻 2020.6
10ノ巻 2020.12
- ぶらり十兵衛 2017.5 (双葉文庫)
- 涙の万年橋 2017.6 (光文社文庫)
- 沽券状 2017.8 (徳間文庫)
- すわ切腹 2017.10 (文春文庫)
- 十兵衛推参 2017.10 (双葉文庫)
- 爺子河岸 2017.11 (光文社文庫)
- 永代橋の乱 2018.3 (光文社文庫)
- 怪盗鼠推参 (幻冬舎時代小説文庫)
  1. 2018.4
  2. 2018.6
  3. 2018.12
  4. 2019.12
- 葵の密使 新装版 (双葉文庫)
  1. 2018.2
  2. 2018.5
  3. 2018.7
  4. 2018.9
- 大江戸人情花火 2018.7 (徳間文庫)
- 男泣き川 2018.8 (光文社文庫)
- 天下普請 2018.11 (双葉社)
- 隠密船頭 2019.5 (光文社文庫)
- 七人の刺客 2019.5 (光文社文庫)
- 武士の流儀 (文春文庫)
  1. 2019.5
  2. 2019.10
  3. 2020.4
  4. 2020.10
- 謹慎 2019.9 (光文社文庫)

### 2020年代
- 激闘 2020.3 (光文社文庫)
- 一撃 2020.7 (光文社文庫)
- 大河の剣 (角川文庫)
  1. 2020.8
  2. 2020.11
- 男気 2021.1 (光文社文庫)